# Musée de l'Histoire des Juifs polonais
Le musée de l'Histoire des Juifs polonais (en polonais :  Muzeum Historii Żydów Polskich) est construit sur le site symbolique du ghetto de Varsovie. La première pierre du bâtiment en pierre et verre a été posée en 2007. Les architectes sont les Finlandais Rainer Mahlamäki et Ilmari Lahdelma.

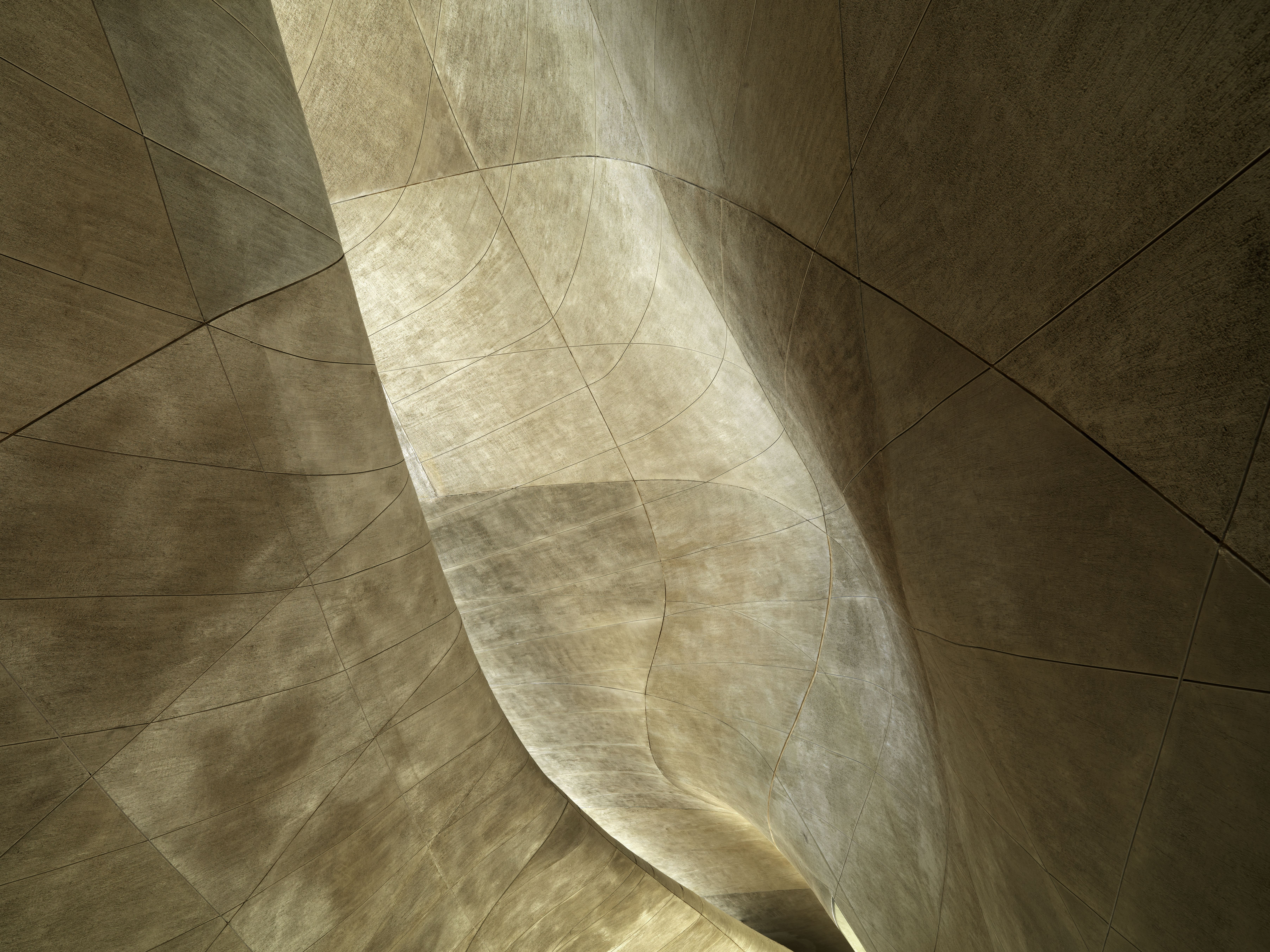
Intérieur ondulant du musée de l'histoire des Juifs polonais. Juin 2013.

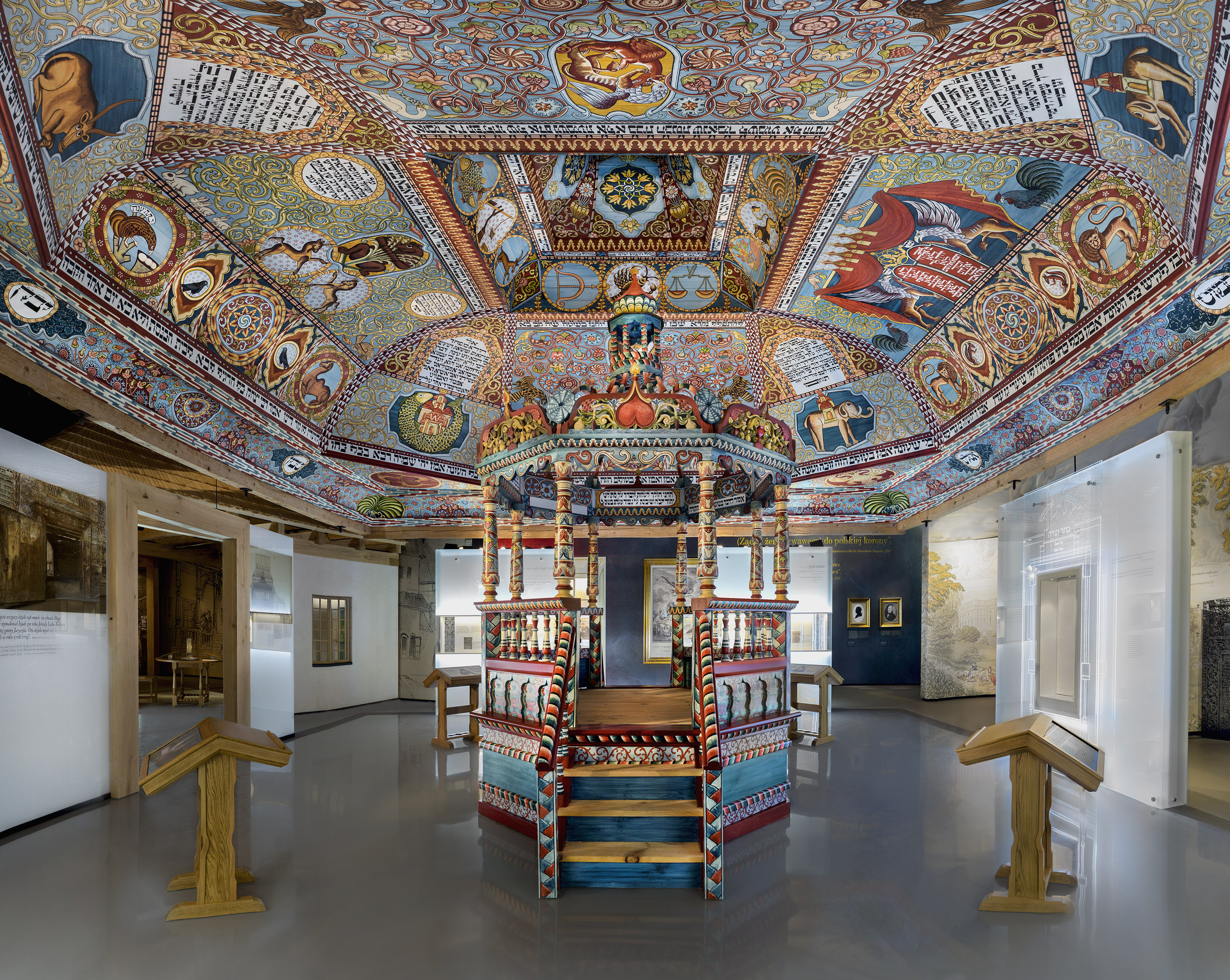
Reconstitution de la synagogue de Gwoździec, aujourd'hui en Ukraine, un village dans l'oblast d'Ivano-Frankivsk. Cette reconstitution est présentée dans le musée de l'Histoire des Juifs polonais. Juillet 2014.

## Historique
Le musée a été inauguré officiellement et a ouvert ses portes au public le 19 avril 2013, pour le 70e anniversaire de l’insurrection du ghetto de Varsovie. Les travaux de mises en place des collections continuent et début mai, seule l'architecture du musée est présentée au public. Plusieurs mois sont nécessaires pour une ouverture complète.